# Il conoscente
Il conoscente o  Un uomo di conoscenza (in russo Знакомый мужчина?, Znakomyj mužčina) è un racconto di Anton Čechov pubblicato per la prima volta nel 1886.

## Trama
La giovane e graziosa Nastas'â Kanavkina, questo è il nome scritto sul suo passaporto di prostituta, viene dimessa dall'ospedale senza un copeco, senza un ricovero per la notte, vestita con abiti ordinari. Deve acquistare innanzitutto gli abiti necessari alla sua professione, svolta col nome di Vanda: una camicetta corta alla moda, un cappello alto e le scarpine color bronzo; senza abiti professionali Vanda si sente come nuda. L'impegno del suo ultimo anello al banco dei pegni le ha procurato un solo rublo. Vanda ritiene che le occorrano almeno venticinque rubli e l'unico modo per ottenerli è chiederli in prestito a un suo cliente, il Dott. Finkel, di professione dentista.
Mentre si incammina verso lo studio del medico, Vanda prepara un piano: correrà incontro al dentista armata di un sorriso e gli chiederà sfacciatamente il danaro. Ma la lussuosa abitazione del dentista l'intimidisce. Sulle scale c'è anche uno specchio: la ragazza si vede vestita dimessamente, si rende conto di non essere più Vanda, ma di essere ridiventata mentalmente Nastas'â Kanavkina. Entrata timidamente nello studio, il dentista non la riconosce e le chiede il motivo della visita. La ragazza gli dice che le fa male un dente. Finkel le toglie un dente cariato. Nastas'â/Vanda gli dà il suo ultimo rublo, poi va via.
(Čechov, «Il conoscente». In: Racconti e novelle; traduzione di Giovanni Faccioli, Firenze: Sansoni, 1963, Vol. I, p. 606)

## Critica
Il racconto, creato nel 1886, fu pubblicato lo stesso anno sul numero 18, del 3 maggio, del settimanale umoristico e letterario Oskolki (in russo Осколки?, Oskolki, in lingua italiana: Frammenti o Schegge) con il titolo «Un po' di dolore (racconto di strada)» (in russo Немножко боли (Уличный случай)?, Nemnožko boli (Uličnyj slučaj)),  firmato con lo pseudonimo "Antoša Čechontè". Il titolo attuale gli fu poi attribuito in occasione della pubblicazione nell'edizione delle Opere di Čechov da parte dell'editore A. F. Marks (Polnoe sobranie sočinenij A.P. Čechov, Sankt-Peterburg: Izdanie A. F. Marksa, 1889, Vol. V, pp. 116-119).
Il critico formalista russo Viktor Šklovskij giudica «notevole» questo racconto di Čechov; per Šklovskij questo racconto è fondato sulla «duplicità di atteggiamenti nei confronti di uno stesso oggetto, senza impiego di un'inerzia di altro genere»:
(Viktor Šklovskij, «La struttura della novella e del romanzo». In: Teoria della prosa; traduzione di Cesare De Michelis e Renzo Oliva, Torino: Einaudi, 1976, p. 85)
Come altri racconti umoristici di Čechov, anche questo è pervaso da un «tono pessimistico» per cui, secondo Ettore Lo Gatto, «non si sa cosa sia più importante per lo scrittore, se la situazione comica da lui quasi afferrata nell'aria, o l'abisso di vuoto e di tristezza che è dietro di essa». Per Carlo Grabher, «una situazione grottesca (una persona che va a chiedere denaro ed è costretta a farsi cavare un dente) una situazione che prima avrebbe suggerito al Čechontè dei Racconti variopinti un gustoso bozzetto comico, fa sgorgare un vivo senso drammatico e ne accresce la potenza».
Guido Conti rileva come, in questo racconto, Čechov metta subito in scena la protagonista utilizzando particolari che incuriosiscano il lettore («La seducentissima Vanda o, come si chiamava sul passaporto, la cittadina emerita Nastàs'ja Kanavkin, dimessa dall'ospedale, si trovò in una condizione in cui prima non era mia stata: senz'asilo e senza un soldo. Come fare? »). Dall'esempio si può intuire come «Čechov usi una strumentazione essenziale, per certi aspetti povera, ma fortemente significativa. Basta un aggettivo o una situazione particolare per mettere in moto il racconto, suscitando così la nostra curiosità. Come mai la "seducentissima" Vanda è finita all’ospedale? E come farà a cavarsela?»

## Edizioni
- Anton Čechov, Racconti; traduzione di Agostino Villa, Vol. II, Torino: Einaudi, 1950
- Anton Čechov, Tutte le novelle; introduzione e traduzione di Alfredo Polledro, Milano: Biblioteca Universale Rizzoli, 1974
- Anton Čechov, Racconti e novelle; a cura di Giuseppe Zamboni; traduzione di Giovanni Faccioli, introduzione di Emilio Cecchi; appendice critica a cura di Maria Bianca Luporini, Coll. I grandi classici stranieri, Firenze: G. C. Sansoni, 1963, Vol. I, pp. 602-606
- Anton P. Čechov, Tutti i racconti, Vol. II: Caccia Tragica; Racconti: 1886-1888; a cura di Eridano Bazzarelli, Coll. I grandi scrittori di ogni paese, Serie russa, Tutte le opere di Čechov, Milano: Mursia, 1963
- A. Cechov, Opere, Vol. 3:  Romanzi brevi e racconti, 1886; a cura di Fausto Malcovati, Roma: Editori Riuniti, 1985, ISBN 88-359-2701-3